# Matrice adjunctă
În matematică matricea adjunctă, cunoscută și sub numele de transpusa conjugată sau transpusa hermitiană, a unei matrice complexe {\displaystyle {\boldsymbol {A}}\,m\times n} este o matrice de {\displaystyle n\times m} obținută prin transpunerea lui {\displaystyle {\boldsymbol {A}}} și conjugarea complexă a fiecărui element (conjugatul complex al lui {\displaystyle a+ib} fiind {\displaystyle a-ib}, pentru numere reale {\displaystyle a} și {\displaystyle b}). Este adesea notată prin {\displaystyle {\boldsymbol {A}}^{*}}, {\displaystyle {\boldsymbol {A}}^{\mathrm {H} }} sau {\displaystyle {\boldsymbol {A}}'} și foarte obișnuit în fizică prin {\displaystyle {\boldsymbol {A}}^{\dagger }}.
Pentru o matrice reală, adjuncta este chiar transpusa sa, {\displaystyle {\boldsymbol {A}}^{*}={\boldsymbol {A}}^{\mathsf {T}}}.

## Definiție
Adjuncta unei matrice {\displaystyle {\boldsymbol {A}}\,m\times n} este definită formal prin:
{\displaystyle \left({\boldsymbol {A}}^{\mathrm {H} }\right)_{ij}={\overline {{\boldsymbol {A}}_{ji}}}}
unde indicii {\displaystyle ij} indică al {\displaystyle (i,j)}-lea element, pentru {\displaystyle 1\leq i\leq n} și {\displaystyle 1\leq j\leq m}, iar suprabararea indică conjugatul complex al unui scalar.
Această definiție poate fi scrisă și ca
{\displaystyle {\boldsymbol {A}}^{*}=\left({\overline {\boldsymbol {A}}}\right)^{\mathsf {T}}={\overline {{\boldsymbol {A}}^{\mathsf {T}}}}}
unde {\displaystyle {\boldsymbol {A}}^{\mathsf {T}}} indică transpusa iar {\displaystyle {\overline {\boldsymbol {A}}}} indică matricea cu elementele conjugate complex.
Adjuncta matricei {\displaystyle {\boldsymbol {A}}} este notată prin simbolurile:
- {\displaystyle {\boldsymbol {A}}^{*}}, uzual în algebra liniară
- {\displaystyle {\boldsymbol {A}}^{\mathrm {H} },} uzual în algebra liniară
- {\displaystyle {\boldsymbol {A}}^{\dagger },} uzual în mecanica cuantică
- {\displaystyle {\boldsymbol {A}}^{+}}, uzual pentru pseudoinversa Moore–Penrose⁠(d)

În unele cazuri prin {\displaystyle {\boldsymbol {A}}^{*}} este notată matricea cu doar elementele conjugate complex, fără a fi transpusă.

## Exemplu
Se dorește calculul adjunctei următoarei matrice {\displaystyle {\boldsymbol {A}}}.
{\displaystyle {\boldsymbol {A}}={\begin{bmatrix}1&-2-i&5\\1+i&i&4-2i\end{bmatrix}}}
Se face transpunerea:
{\displaystyle {\boldsymbol {A}}^{\mathsf {T}}={\begin{bmatrix}1&1+i\\-2-i&i\\5&4-2i\end{bmatrix}}}
Apoi se conjugă complex fiecare element:
{\displaystyle {\boldsymbol {A}}^{\mathrm {H} }={\begin{bmatrix}1&1-i\\-2+i&-i\\5&4+2i\end{bmatrix}}}

## Observații
O matrice pătrată {\displaystyle {\boldsymbol {A}}} cu elementele {\displaystyle a_{ij}} se numește
- hermitiană sau autoadjunctă dacă {\displaystyle {\boldsymbol {A}}={\boldsymbol {A}}^{\mathrm {H} }}; adică {\displaystyle a_{ij}={\overline {a_{ji}}}}.
- antihermitiană dacă {\displaystyle {\boldsymbol {A}}=-{\boldsymbol {A}}^{\mathrm {H} }}; adică {\displaystyle a_{ij}=-{\overline {a_{ji}}}}.
- normală dacă {\displaystyle {\boldsymbol {A}}^{\mathrm {H} }{\boldsymbol {A}}={\boldsymbol {A}}{\boldsymbol {A}}^{\mathrm {H} }}.
- unitară dacă {\displaystyle {\boldsymbol {A}}^{\mathrm {H} }={\boldsymbol {A}}^{-1}}, echivalent {\displaystyle {\boldsymbol {A}}{\boldsymbol {A}}^{\mathrm {H} }={\boldsymbol {I}}}, echivalent {\displaystyle {\boldsymbol {A}}^{\mathrm {H} }{\boldsymbol {A}}={\boldsymbol {I}}}.

Chiar dacă {\displaystyle {\boldsymbol {A}}} nu este pătrată, cele două matrici {\displaystyle {\boldsymbol {A}}^{\mathrm {H} }{\boldsymbol {A}}} și {\displaystyle {\boldsymbol {A}}{\boldsymbol {A}}^{\mathrm {H} }} sunt ambele hermitiene și pozitiv semidefinite.
Adjuncta lui {\displaystyle {\boldsymbol {A}}} cu elemente reale se reduce la transpusa lui {\displaystyle {\boldsymbol {A}}} deoarece conjugatul unui număr real este numărul însuși.

## Motivare
Adjuncta poate fi motivată observând că numerele complexe pot fi reprezentate prin matrici reale {\displaystyle 2\times 2}, respectând adunarea și înmulțirea matricilor:
{\displaystyle a+ib\equiv {\begin{bmatrix}a&-b\\b&a\end{bmatrix}}.}
Adică, se asociază fiecărui număr complex {\displaystyle z} matricea reală {\displaystyle 2\times 2} a transformării liniare din planul complex (văzut ca un spațiu vectorial real {\displaystyle \mathbb {R} ^{2}}), la care se aplică înmulțirea complexă a lui {\displaystyle z} în {\displaystyle \mathbb {C} }.
Astfel, o matrice {\displaystyle m\times n} de numere complexe ar putea fi bine reprezentată printr-o matrice {\displaystyle 2m\times 2n} de numere reale. Prin urmare, adjuncta apare foarte natural ca rezultat al transpusei unei astfel de matrice — atunci când este privită din nou ca o matrice {\displaystyle n\times m} formată din numere complexe.

## Proprietăți ale adjunctei
- {\displaystyle ({\boldsymbol {A}}+{\boldsymbol {B}})^{\mathrm {H} }={\boldsymbol {A}}^{\mathrm {H} }+{\boldsymbol {B}}^{\mathrm {H} }} pentru două matrice oarecare {\displaystyle {\boldsymbol {A}}} și {\displaystyle {\boldsymbol {B}}} de aceleași dimensiuni.
- {\displaystyle (z{\boldsymbol {A}})^{\mathrm {H} }={\overline {z}}{\boldsymbol {A}}^{\mathrm {H} }} pentru orice număr complex {\displaystyle z} și orice matrice {\displaystyle {\boldsymbol {A}}\,m\times n}.
- {\displaystyle ({\boldsymbol {A}}{\boldsymbol {B}})^{\mathrm {H} }={\boldsymbol {B}}^{\mathrm {H} }{\boldsymbol {A}}^{\mathrm {H} }} pentru orice matrice {\displaystyle {\boldsymbol {A}}\,m\times n} și orice matrice {\displaystyle {\boldsymbol {B}}\,n\times p}. De observat că ordinea factorilor este inversată.[3]
- {\displaystyle \left({\boldsymbol {A}}^{\mathrm {H} }\right)^{\mathrm {H} }={\boldsymbol {A}}} pentru orice matrice {\displaystyle {\boldsymbol {A}}\,m\times n}, de exemplu adjuncta este o involuție.
- Dacă {\displaystyle {\boldsymbol {A}}} este o matrice pătrată, atunci {\displaystyle \det \left({\boldsymbol {A}}^{\mathrm {H} }\right)={\overline {\det \left({\boldsymbol {A}}\right)}}} unde prin {\displaystyle \operatorname {det} (A)} este notat determinantul lui {\displaystyle {\boldsymbol {A}}}.
- Dacă {\displaystyle {\boldsymbol {A}}} este o matrice pătrată, atunci {\displaystyle \operatorname {tr} \left({\boldsymbol {A}}^{\mathrm {H} }\right)={\overline {\operatorname {tr} ({\boldsymbol {A}})}}} unde prin {\displaystyle \operatorname {tr} (A)} este notată urma lui {\displaystyle {\boldsymbol {A}}}.
- {\displaystyle {\boldsymbol {A}}} este inversabilă dacă și numai dacă {\displaystyle {\boldsymbol {A}}^{\mathrm {H} }} este inversabilă, iar în acest caz {\displaystyle \left({\boldsymbol {A}}^{\mathrm {H} }\right)^{-1}=\left({\boldsymbol {A}}^{-1}\right)^{\mathrm {H} }}.
- valorile proprii ale {\displaystyle {\boldsymbol {A}}^{\mathrm {H} }} sunt conjugatele complexe ale valorilor proprii ale {\displaystyle {\boldsymbol {A}}}.
- {\displaystyle \left\langle {\boldsymbol {A}}x,y\right\rangle _{m}=\left\langle x,{\boldsymbol {A}}^{\mathrm {H} }y\right\rangle _{n}} pentru orice matrice {\displaystyle {\boldsymbol {A}}\,m\times n}, orice vector {\displaystyle x\in \mathbb {C} ^{n}} și orice vector {\displaystyle y\in \mathbb {C} ^{m}}. Aici, prin {\displaystyle \langle \cdot ,\cdot \rangle _{m}} este notat produsul intern complex standard pe {\displaystyle \mathbb {C} ^{m}}, și similar pentru {\displaystyle \langle \cdot ,\cdot \rangle _{n}}.